# Kreis Durrës

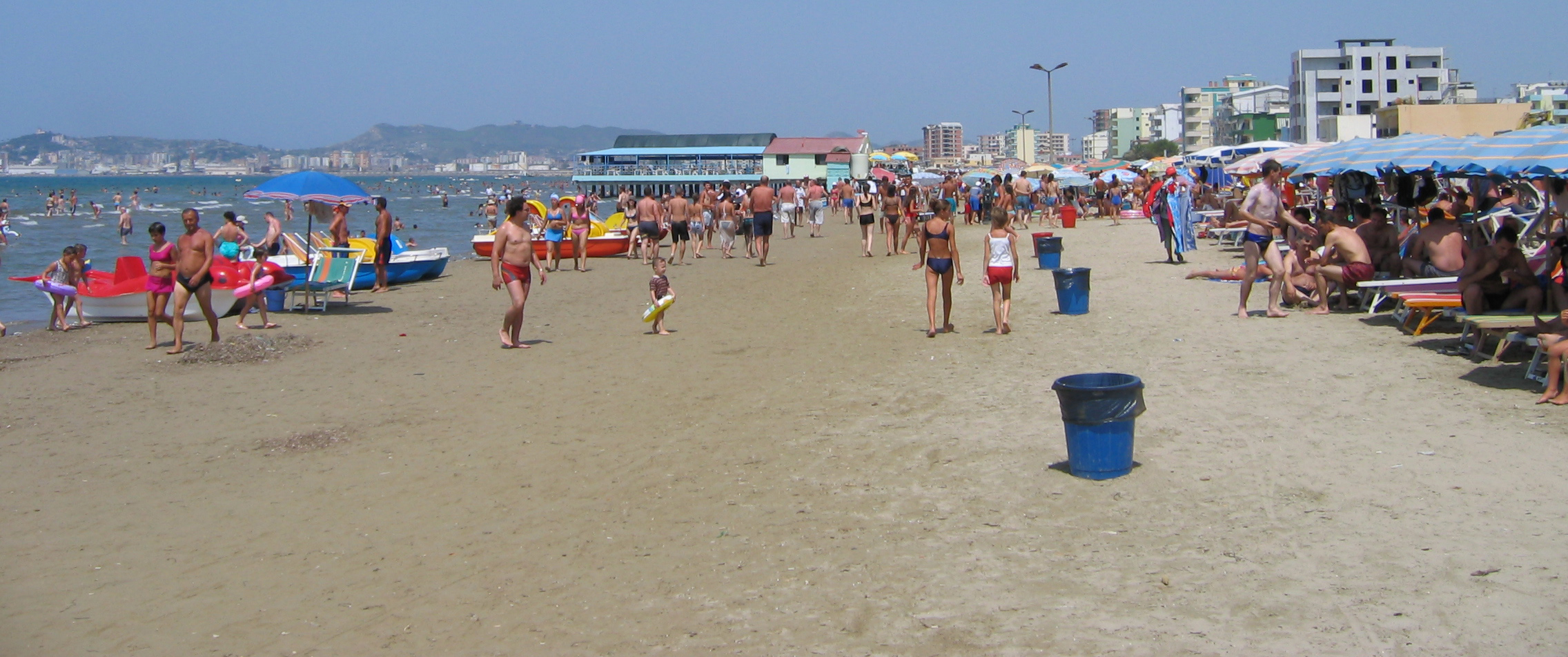
Durrës Plazh

Der Kreis Durrës (albanisch: Rrethi i Durrësit) war einer der 36 Verwaltungskreise Albaniens, die im Sommer 2015 nach einer Verwaltungsreform aufgehoben worden sind. Das Gebiet mit einer Fläche von 433 Quadratkilometern gehört zum gleichnamigen Qark. Im Jahr 2011 hatte der Kreis 202.971 Einwohner, wobei die lokalen Behörden sogar 334.871 Einwohner (2009) angaben. Durrës zählte zu den albanischen Kreisen mit der größten Bevölkerungsdichte. Benannt wurde der Kreis nach dem Hauptort Durrës.

## Geographie

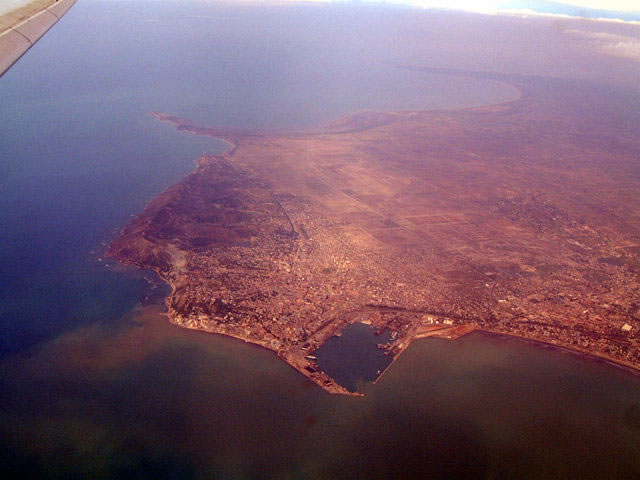
Luftaufnahme vom westlichen Kreis Durrës; gut erkennbar ist, wie die Stadt sich in die Ebene ausweitet

Der Kreis Durrës umfasste ein Gebiet an der Adriaküste Mittelalbaniens. Das Gebiet ist mehrheitlich flach. Hügel durchziehen den Südosten und die ganze östliche Kreisgrenze. Die Ebenen in Küstennähe waren bis nach dem Zweiten Weltkrieg teilweise versumpft. Heute ist dieses Gebiet landwirtschaftlich nutzbar und gut erschlossen. Nach dem Ende des Kommunismus haben sich hier viele Binnenmigranten aus Bergregionen Albaniens niedergelassen. Der Kreis wird von Südosten nach Nordwesten vom Fluss Erzen durchzogen, der in eine große Bucht (Gjiri i Lalzit) mündet. Im Norden wird die Bucht von einer schmalen Halbinsel abgeschlossen, die im Kap Rodon ausläuft.
Die Bevölkerung lebt mehrheitlich in Durrës, das sich rasch ausdehnt, und der wenige Kilometer östlich gelegenen Kleinstadt Shijak. Die übrigen Gebiete sind noch stark ländlich geprägt.

## Wirtschaft

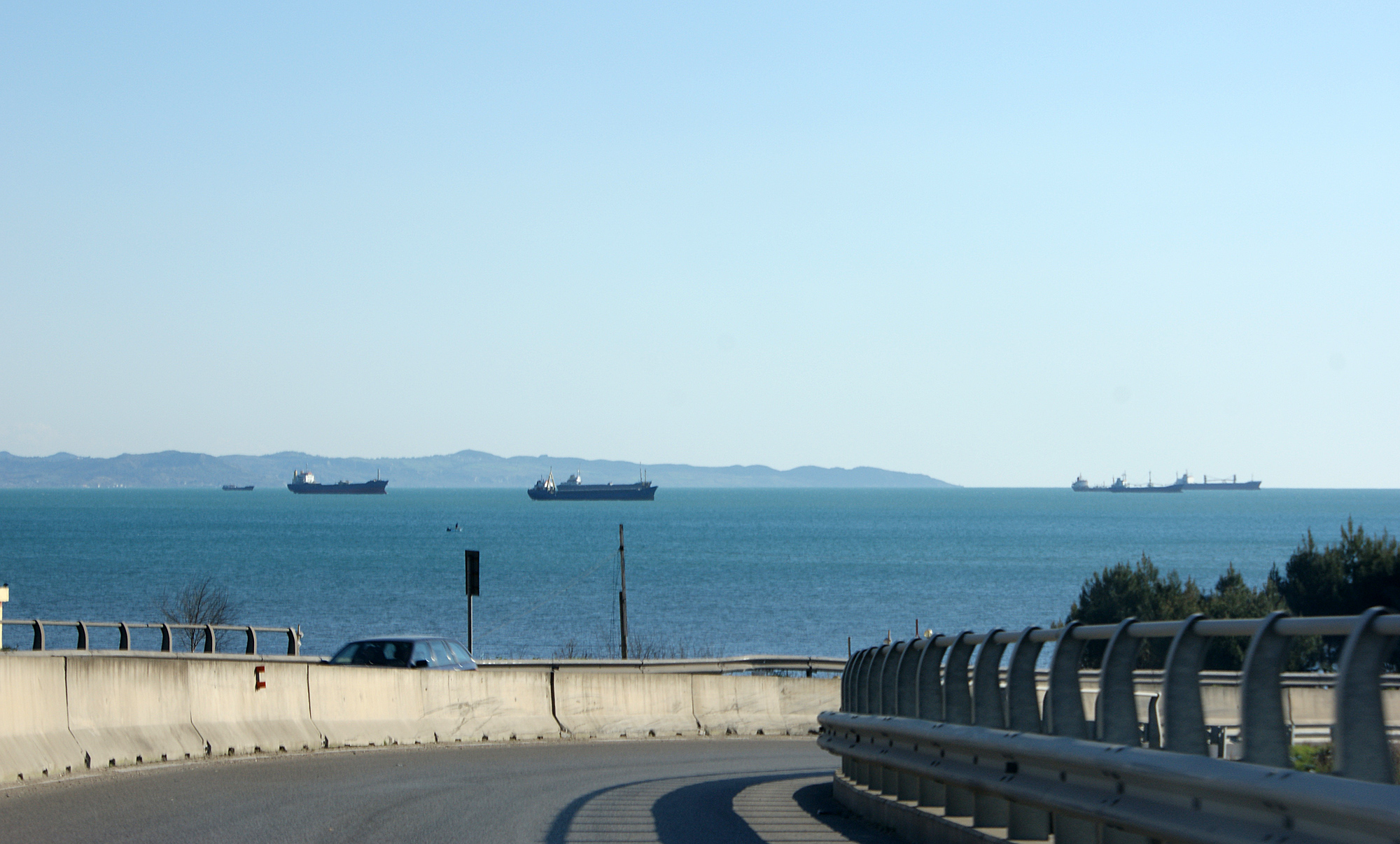
Autobahnende in Durrës

Ein Großteil der Wirtschaft Albaniens konzentriert sich auf den Korridor Tirana–Durrës, der neben dem einzigen internationalen Flughafen des Landes mit Durrës auch den wichtigsten Hafen umfasst. Im Einzugsgebiet der beiden größten Städte des Landes, das von den guten Verkehrsanbindungen an Westeuropa profitiert, haben sich zahlreiche Dienstleister des Transportgewerbes sowie etliche Fabriken von Joint Ventures angesiedelt. Entlang den wichtigen Straßen entstanden zahlreiche Dienstleistungsbetriebe und Produktionsstätten jeder Größe.
Zumindest im Sommer zählt zwischenzeitlich der Tourismus zu den bedeutendsten Industriezweigen der Region. Am Strand südlich von Durrës wurde ein Hotel neben dem anderen errichtet. Durrës Plazh hat sich vom ehemaligen kommunistischen Feriendorf mit einigen Ferienhotels und Gästepensionen zu einer kleinen Stadt mit Tausenden von Hotelbetten und umfassender Zusatzinfrastruktur für Urlauber entwickelt. Viele Gäste kommen aus Tirana und anderen nordalbanischen Städten. Die Mehrzahl sind aber Exil-Albaner auf Heimaturlaub oder Albaner aus Kosovo und Nordmazedonien.
Durrës ist ein Verkehrsknotenpunkt des Landes. Da sich das Hügelland bei der Bucht von Durrës bis an die Küste ausdehnt, ist dies ein Nadelöhr im Nord-Süd-Verkehr Albaniens. Zwischenzeitlich verbindet eine Autobahn (SH2) die Hauptstadt Tirana mit Durrës, die nach Süden als Schnellstraße (SH4) weitergeführt wird. Die albanische Eisenbahn hat in Durrës ihren Sitz.

## Gemeinden
Das Gebiet des ehemaligen Kreises gehört heute zu den Gemeinden (Bashkia) Durrës und Shijak.
| Name        | Einwohner | Gemeindeart |
| ----------- | --------- | ----------- |
| Durrës      | 113.249   | Bashkia     |
| Manza       | 6.652     | Bashkia     |
| Shijak      | 7.568     | Bashkia     |
| Sukth       | 15.966    | Bashkia     |
| Gjepelaj    | 3.449     | Komuna      |
| Ishëm       | 5.001     | Komuna      |
| Katund i ri | 10.161    | Komuna      |
| Maminas     | 4.463     | Komuna      |
| Rrashbull   | 24.081    | Komuna      |
| Xhafzotaj   | 12.381    | Komuna      |